# Coppa Valsenio
La Coppa Val Senio est une course cycliste qui se déroule sur une journée autour de Castel Bolognese, dans la région d'Émilie-Romagne. Créée en 1912, cette épreuve fait partie des plus anciennes compétitions cyclistes italiennes. Elle est organisée par un club local. 
Anciennement ouverte aux professionnels, la course devient par la suite une épreuve amateur. Elle est désormais réservée aux juniors. Des cyclistes réputés comme Giuseppe Martinelli, Damiano Caruso ou Edoardo Affini s'y sont imposés avant de passer dans les rangs professionnels. 

## Palmarès
| Année     | Vainqueur              | Deuxième             | Troisième          |
| --------- | ---------------------- | -------------------- | ------------------ |
| 1912      | Giovanni Cervi (it)    | Ugo Agostoni         | Ezio Cortesia (it) |
| 1913-1930 | Pas organisé           | Pas organisé         | Pas organisé       |
| 1931      | Giuseppe Casadio       |                      |                    |
| 1932      | Pas organisé           | Pas organisé         | Pas organisé       |
| 1933      | Giulio Baldisserri     |                      |                    |
| 1934      | Pas organisé           | Pas organisé         | Pas organisé       |
| 1935      | Antonio Pellacani      |                      |                    |
| 1936-1947 | Pas organisé           | Pas organisé         | Pas organisé       |
| 1948      | Dante Rivola           |                      |                    |
| 1949      | Giorgio Mondini        |                      |                    |
| 1950      | Italo Gnani            |                      |                    |
| 1951      | Decio Graldi           |                      |                    |
| 1952      | Vasco Ciapini          |                      |                    |
| 1953      | Gilberto Dall’Agata    |                      |                    |
| 1954-1958 | Pas organisé           | Pas organisé         | Pas organisé       |
| 1959      | Cesare Fontanelli      | Eolo Baldassare      | Luigi Sarti        |
| 1960      | Pas organisé           | Pas organisé         | Pas organisé       |
| 1961      | Umberto Antoniacci     |                      |                    |
| 1962-1965 | Pas organisé           | Pas organisé         | Pas organisé       |
| 1966      | Sergio Bazzaro         |                      |                    |
| 1967      | Giampaolo Flamini      |                      |                    |
| 1968      | Walter Magnani         |                      |                    |
| 1969      | Gianni Nardi           |                      |                    |
| 1970      | Giacomo Violante       |                      |                    |
| 1971      | Ermete Casadei         |                      |                    |
| 1972      | Giorgio Samure         |                      |                    |
| 1973      | Silvano Gardini        |                      |                    |
| 1974      | Giuseppe Veltro        |                      |                    |
| 1975      | Giuseppe Martinelli    |                      |                    |
| 1976      | Lucio De Federico      |                      |                    |
| 1977      | Egidio Vallati         |                      |                    |
| 1978      | Fabio Patuelli         |                      |                    |
| 1979      | Maurizio Rossi         |                      |                    |
| 1980      | Fabio Laghi            |                      |                    |
| 1981      | Davide Cellini         |                      |                    |
| 1982      | Stefano Corradossi     |                      |                    |
| 1983      | William Dazzani (it)   |                      |                    |
| 1984      | Mauro Argentini        |                      |                    |
| 1985-1986 | ?                      | ?                    | ?                  |
| 1987      | Antonio Benzi          |                      |                    |
| 1988      | Andrea Turrini         |                      |                    |
| 1989      | Samuele Schiavina (it) |                      |                    |
| 1990      | Gilberto Zattoni       |                      |                    |
| 1991      | Federico Tozzo         |                      |                    |
| 1992      | Flavio Farneti         |                      |                    |
| 1993      | Andrea Mengoni         |                      |                    |
| 1994      | Massimo Ferraretto     |                      |                    |
| 1995      | Massimo Turicchia      |                      |                    |
| 1996      | Enrico Laghi           |                      |                    |
| 1997      | Maurizio Predieri      |                      |                    |
| 1998      | Nicola Gallerani       |                      |                    |
| 1999      | Raffaele Falzarano     |                      |                    |
| 2000      | Paolo Capponcelli      |                      |                    |
| 2001      | Maicol Valgius         |                      |                    |
| 2002      | Enrico Montanari       |                      |                    |
| 2003      | Adram Canzini          |                      |                    |
| 2004      | Andrea Giacomin        |                      |                    |
| 2005      | Damiano Caruso         |                      |                    |
| 2006      | Michele Gigli          |                      |                    |
| 2007      | Alessio D'Ambrosio     | Fabio Tommassini     | Omar Lombardi      |
| 2008      | Ivan Balykin           | Antonio Viola        | Mirco Maestri      |
| 2009      | Luca Ceolan            | Andrea Zordan        | Mirco Maestri      |
| 2010      | Andrea Mugnaini        | Paolo Simion         | Gianluca Marras    |
| 2011      | Lorenzo Olivetto       | Giacomo Barbieri     | Mattia Terenzi     |
| 2012      | Antonio Vigilante      | Filippo Rudi         | Lorenzo Olivetto   |
| 2013      | Cezary Grodzicki       | Manuel Masiero       | Edoardo Finamore   |
| 2014      | Edoardo Affini         | Mattia Cristofaletti | Elia Magagna       |
| 2015      | Luca Mozzato           | Andrea Dagostino     | Mattia Benedetti   |
| 2016      | Samuele Battistella    | Massimo Orlandi      | Luca Tortellotti   |
| 2017      | Alberto Leoni          | Lorenzo Casadei      | Nicolò Tessari     |
| 2018      | Jonathan Kajamini      | Davide Pinardi       | Matteo Squarzon    |
| 2019      | Eric Paties Montagner  | Giacomo Rosignali    | Davide Pinardi     |
| 2020-2021 | Pas organisé           | Pas organisé         | Pas organisé       |
| 2022      | Luca Paletti           | Giacomo Tagliavini   | Sebastiano Fanelli |
| 2023      | Pas organisé           | Pas organisé         | Pas organisé       |
| 2024      | Martin Gris            | Eros Sporzon         | Samuele Massolin   |